# Lamhara
Lamhara  (in arabo لمهارة‎?) è un centro abitato e comune rurale del Marocco situato nella provincia di Taroudant, regione di Souss-Massa. Conta una popolazione di 11 374 abitanti (censimento 2014).